# Nord 262
Il Nord 262, successivamente indicato come Aérospatiale N 262, fu un aereo di linea bimotore turboelica ad ala alta sviluppato dal consorzio di costruzioni aeronautiche francese Nord Aviation nei primi anni sessanta, prodotto dallo stesso e, dopo la sua fusione con Sud Aviation e Société pour l'étude et la réalisation d'engins balistiques (SEREB) avvenuta nel 1970, dalla Société Nationale Industrielle Aérospatiale che la sostituì.
Destinato al mercato dell'aviazione commerciale trovò impiego anche in ambito militare, utilizzato come aereo da trasporto tattico e VIP, come aereo da addestramento per la formazione degli equipaggi e nella sorveglianza marittima, in particolare nell'Aéronautique navale, componente aerea della Marine nationale (la marina militare francese), dove rimase in servizio sino al febbraio 2009. In base alle fonti consultate non risulta più alcun esemplare in servizio operativo civile.

## Impiego operativo

### Incidenti
- Il 24 gennaio 1979 a 19:40 un Nord 262 (marche 7T-VSU) operato dalla compagnia aerea algerina Air Algérie si schiantò a 15 km dall'aeroporto di Béchar, causando la morte di 14 dei 20 passeggeri bordo, mentre i tre membri dell'equipaggio sopravvissero all'incidente. La causa fu individuata nel malfunzionamento di un altimetro che indusse i piloti ad effettuare l'avvicinamento ad una quota troppo bassa.[3]

## Utilizzatori

### Civili
(lista parziale, tutti dismessi)
 Algeria
- Air Algérie

 Australia
- Queensland Pacific Airlines

 Ceylon
- Air Ceylon

 RD del Congo
- Trans Service Airlift[4]
- Malu Aviation[4]

 Rep. del Congo
- International Trans Air Business (ITAB)

 Danimarca
- Cimber Air

 Filippine
- Filipinas Orient Airways

 Francia
- Air Inter
- Rousseau Aviation

 Germania Ovest
- IFG Interregional Fluggesellschaft
- Tempelhof Airways

 Giappone
- Japan Domestic Airlines (JDA)

 Guatemala
- Aerovías
- RACSA

 Italia
- Aligiulia
- Alisarda

 Norvegia
- Widerøe

 Regno Unito
- Dan-Air

 São Tomé e Príncipe
- Equatorial International Airlines

 Stati Uniti
- Air Florida Commuter
- Allegheny Airlines (Mohawk 298)
- Lake Central Airlines
- Mohawk Air Service
- National Commuter Airlines (NATCOM)
- Swift Aire (San Luis Obispo, USA)

 Svezia
- Linjeflyg

 Svizzera
- Rhein Air

### Militari
Angola
- Força Aérea Popular de Angola y Defesa Aérea y Antiaérea

 Burkina Faso
- Force Aérienne de Burkina Faso

 Rep. del Congo
- Armée de l'Air du Congo

 Francia
- Aéronautique navale
- Armée de l'air

 Gabon
- Armée de l'air Gabonaise